# Parafia św. Marcina z Tours w Radzanowie
Parafia św. Marcina z Tours w Radzanowie – parafia rzymskokatolicka, erygowana w XIII w. Należała do archidiecezji gnieźnieńskiej, w latach 1818–1992 – diecezji sandomierskiej (sandomiersko-radomskiej). Od 25 marca 1992 stanowi część diecezji radomskiej, należy do dekanatu przytyckiego.

## Historia
Parafia powstała na przełomie XIII i XIV w. Pierwotny drewniany kościół pw. św. Marcina istniał w 1403, kolejny także drewniany był z 1645. Obecny, z fundacji dziedziców Macieja Skrodzkiego i Józefa Krassowskiego, został zbudowany na miejscu poprzednich w latach 1807–1820. Był restaurowany w 1880, a następnie rozbudowany w latach 1908–1910 prawdopodobnie wg projektu arch. Stefana Szyllera. Restaurowany w latach 1993–1996 staraniem ks. Józefa Wrochny. Świątynia jest budowlą w stylu klasycystycznym, jednonawową, wzniesioną z cegły.

## Zasięg parafii
Do parafii należą wierni z miejscowości: Błeszno (częściowo), Brodek, Kępina, Podgórze, Podlesie, Radzanów, Ratoszyn, Rogolin, Smardzew, Zacharzów, oraz Ludwików.

## Proboszczowie
- 1521 – ks. Jan z Wojciechowic
- 1658 – ks. Stanisław Szapanowicz
- 1660 – ks. Mateusz Marszewicz
- 1668 – ks. Kozłowski
- 1709–1731 – ks. Jan Bielski
- 1731–1749 – ks. Józef Antoni Bielanowski
- 1749–1789 – ks. Paweł Stolzman (zm. w Radzanowie w 1792)
- 1792–1802 – ks. kan. Antoni Baranowski
- 1802–1839 – ks. Andrzej Siemaszko (1763–1839, zm. w Radzanowie)
- 1839–1863 – ks. Ignacy Eminowicz (1782–1863, zm. w Radzanowie)
- 1864–1889 – ks. kan. Leon Kowalski (zm. 1896 w Połańcu)
- 1890–1908 – ks. Antoni Lewandowski (1842 – 10 maja 1908, zm. w Radzanowie), od stycznia do sierpnia 1908 wspomagał proboszcz z Bukówna, ks. Bolesław Sztobryn
- VIII 1908–1912 – ks. Bronisław Saturnin Kwarciński (zm. 1919 w Sławnie Opoczyńskim); od 4 grudnia 1911 do 31 maja 1912 administrował parafią ks. B. Sztobryn[1].
- 1912–1915 – ks. Jan Buciarski
- 1915–1922 – ks. Antoni Adamski
- 1922–1930 – ks. kan. Władysław Wawrzyniec Nowakowski (1891-1970, zm. w Kielcach)
- 1930–1948 – ks. Stanisław Tomczyński (1893–1951, zm. w Rusinowie)
- 1948–1971 – ks. Jan Król (1914-1989, od 1946 wikariusz w Radzanowie)
- 1971–1992 – ks. kan. Stanisław Wydra (1911–1998, zm. w Radomiu)
- 1992–2000 – ks. dr Józef Wrochna (1940-2000, zm. w Radzanowie)
- 2000 – ks. Jan Wiktorowicz
- 2000–2013 – ks. Bogdan Rosiewicz (2011–2013 dziekan przytycki)
- 2013–2024 – ks. Tadeusz Smardzewski
- od 2024 – ks. Marek Strzępek[2]

## Z parafii pochodzą
- ks. kan. dr Kazimierz Spólny, śp. ks. Czesław Kołtunowicz, śp. ks. Henryk Bień, ks. Artur Piasek, śp. ks. Władysław Kosiec, a wywodzą się ks. kan. Jan Spólny, ks. Józef Wójcik i ks. Sławomir Grochalak SAC.